# Chistije Prudi
Chistije Prudi (ryska: Чистые пруды) "Klara dammarna" är en tunnelbanestation på Sokolnitjeskajalinjen i Moskvas tunnelbana. 
Stationen invigdes 1935 som en av stationerna på Moskvas första tunnelbanelinje och ligger under Myasnitskajagatan och Turgenevskaja-torget och Klara Dammarnas boulevard och park. Ända fram till 1990 hette stationen Kirovskaja, och det finns fortfarande en byst av Sergej Kirov vid plattformens ena ände. Därefter bytte stationen namn till det nuvarande Klara Dammarna. Under 1992 bytte den mycket kortvarigt namn till Myasnitskaja, efter bara några dagar drogs namnbytet tillbaka.
Under kriget stängdes stationen och plattformarna inhägnades med plywood, den användes då som högkvarter för sovjetiska luftförsvarets ledning. Alla tåg passerade förbi den avstängda stationen.
1971 byggdes centralhallen om för att stationen skulle bli bytesstation till Kaluzjsko-Rizjskajalinjen. Rulltrappor byggdes i mitten av plattformen och en passage till stationen Turgenevskaja togs upp. Stor vikt lades vid att tillbyggnaden skulle likna stationens ursprungliga formgivning så mycket som möjligt.

## Galleri

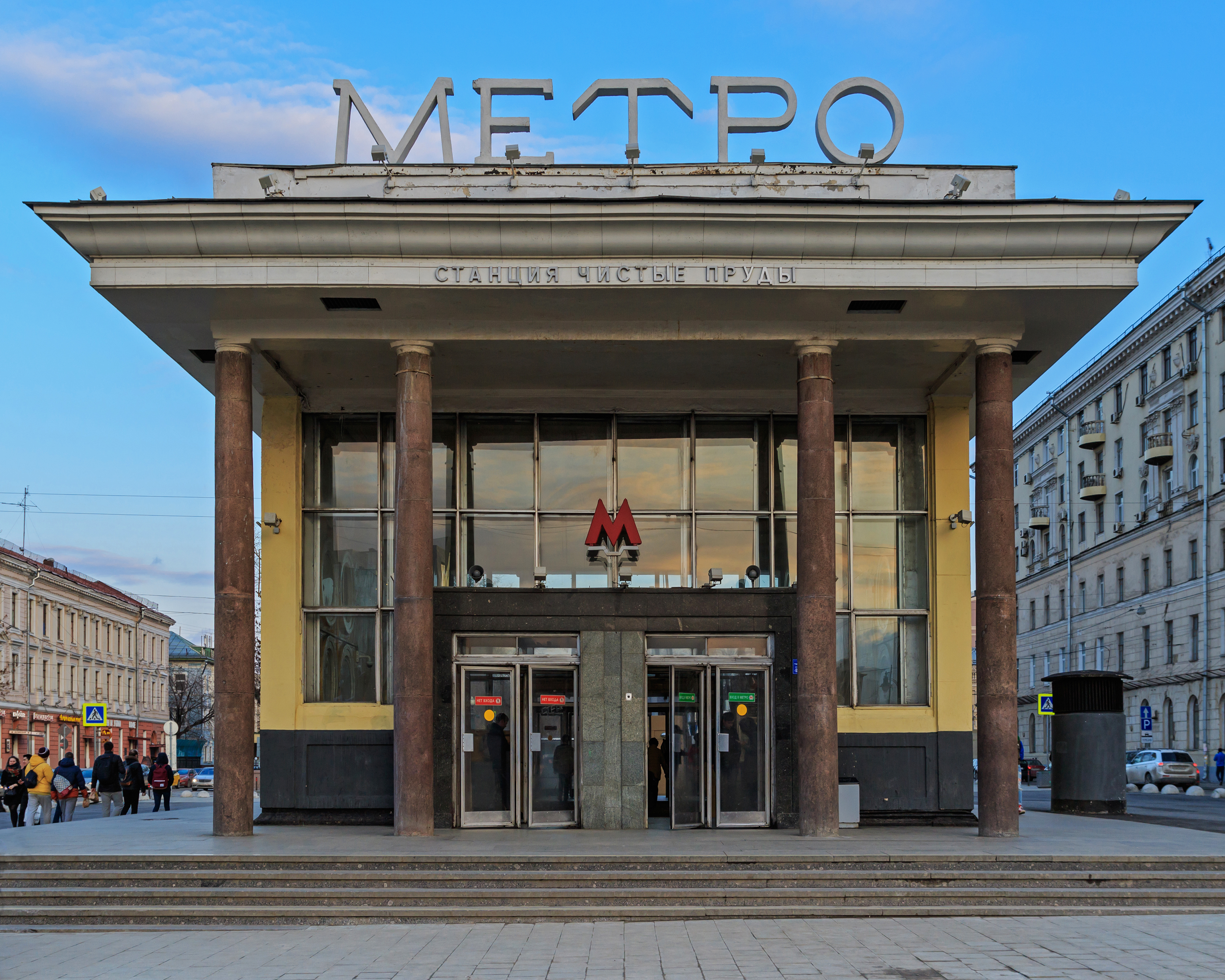
Nedgång till Chistije Prudi.